# Scopelosaurus craddocki
Scopelosaurus craddocki är en fiskart som beskrevs av Bertelsen, Krefft och Marshall, 1976. Scopelosaurus craddocki ingår i släktet Scopelosaurus och familjen Notosudidae. Inga underarter finns listade i Catalogue of Life.